# 德普湖 (倫茨堡-埃肯弗德縣)
54°15′28″N 9°51′18″E / 54.257783°N 9.855098°E

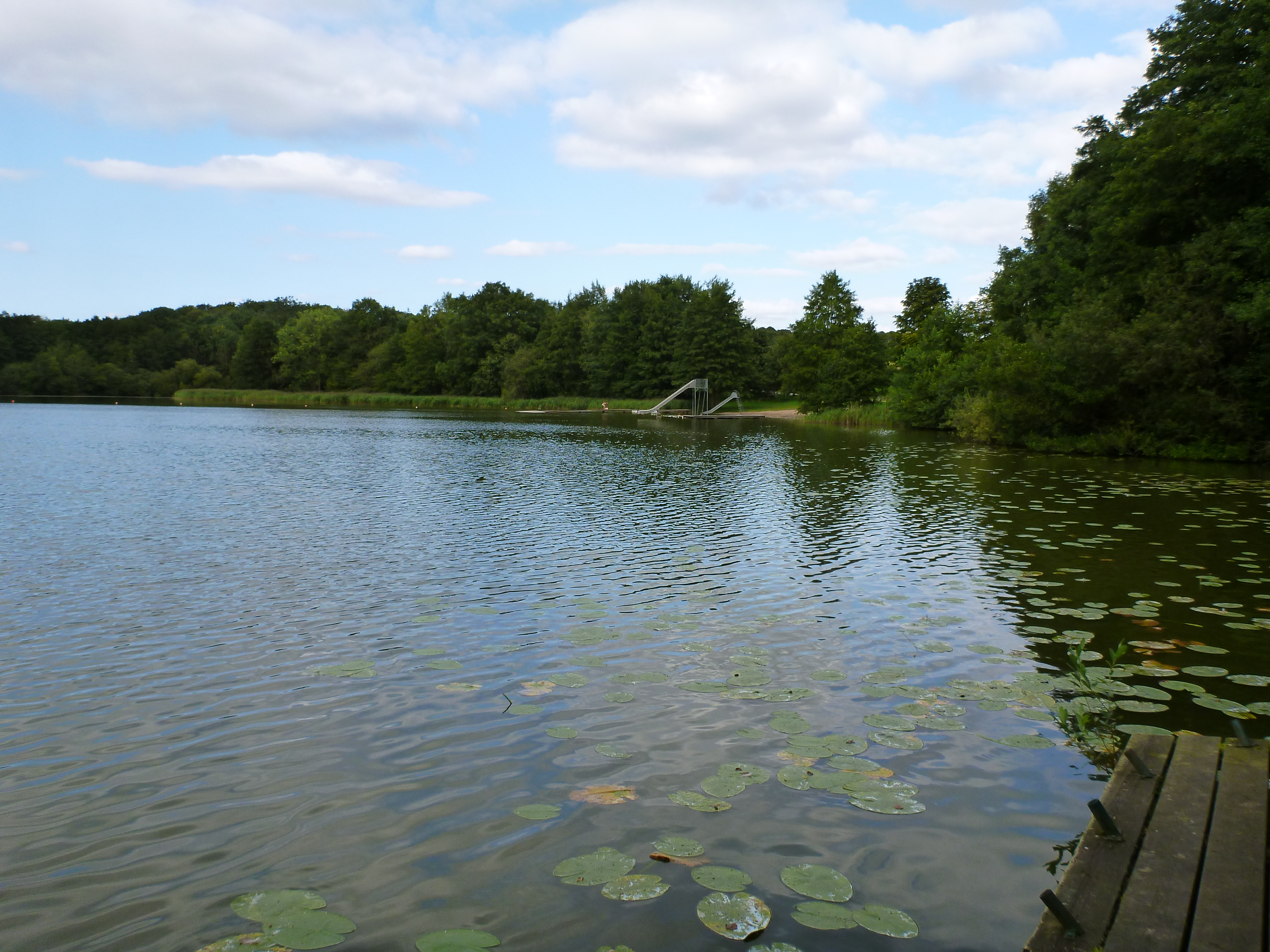

德普湖（德語：Dörpsee），是德國的湖泊，位於該國北部石勒蘇益格-荷爾斯泰因州，由倫茨堡-埃肯弗德縣負責管轄，處於埃姆肯多夫以南，面積0.05平方公里，海拔高度25米，湖岸線長度0.9公里。